# Eduard Cassirer
Eduard Cassirer (geboren am 13. März 1843 in Schwientochlowitz; gestorben am 2. Juni 1916 in Charlottenburg) war ein deutscher Industrieller aus der Familie Cassirer, der gemeinsam mit seinen Brüdern unter anderem als Holzhändler in Breslau und Berlin aktiv war.

## Leben
Eduard Cassirer war das dritte von zehn Kindern des Marcus Cassirer (1809–1879) und dessen Frau Jeannette, geborene Steinitz (1813–1889). Er wurde 1843 in Schwientochlowitz, heute Świętochłowice, geboren. Er heiratete Eugenie (Jenny) Cassirer (1848–1904), die Tochter seines Onkels Siegfried, und hatte mit ihr insgesamt sieben Kinder, darunter den späteren Philosophen Ernst Cassirer (1874–1945) und Hedwig Cassirer (1873–1948), die spätere Ehefrau des Neurologen Richard Cassirer (1868–1925).
Eduard Cassirer gründete und leitete 1872 das Holzgeschäft Cassirer Söhne und setzte damit den Beginn für den eigentlichen Aufstieg der Cassirer-Familie. Zwei Jahre später zog er mit dem Unternehmen innerhalb von Breslau von der Brüderstraße 9 in die Vorwerkstraße 59, wo er seinen Bruder Salo Cassirer zum Teilhaber machte. Als seine Brüder Julius und Louis zu Beginn der 1880er Jahre die  Gebr. Cassirer Bau- und Naturholzhandlung in Berlin  aufbauten, ging er gemeinsam mit Salo ebenfalls nach Berlin. Die Holzhandlung in Breslau wurde von seinen beiden Söhnen als Dampfsägewerk und Holzhandlung Cassirer Söhne Martin und Ludwig bis 1929 geleitet und dann geschlossen. Gemeinsam mit Eduard Tillgner und Salo gründete er 1885 die Sulfit-Cellulose-Fabrik Tillgner & Co im schlesischen Ziegenhals/Głuchołazy. Auch Isidor und Max ließen sich im damals selbständigen Charlottenburg bei Berlin nieder. Gemeinsam gründeten die Brüder 1899 die Włocławeker Sulfit-Cellulose-Fabrik J. & M. Cassirer im kongreßpolnischen Włocławek, die von Max Cassirer geleitet wurde.

## Belege
1. ↑  Sigrid Bauschinger: Die Cassirers. Unternehmer, Kunsthändler, Philosophen. C.H.Beck, München 2015; S. 445–447. ISBN 978-3-406-67714-4.
2. ↑  Sigrid Bauschinger: Die Cassirers. Unternehmer, Kunsthändler, Philosophen. C.H.Beck, München 2015; S. 19. ISBN 978-3-406-67714-4.
3. ↑  Sigrid Bauschinger: Die Cassirers. Unternehmer, Kunsthändler, Philosophen. C.H.Beck, München 2015; S. 15. ISBN 978-3-406-67714-4.
4. ↑  Sigrid Bauschinger: Die Cassirers. Unternehmer, Kunsthändler, Philosophen. C.H.Beck, München 2015; S. 21. ISBN 978-3-406-67714-4.
5. ↑  Sigrid Bauschinger: Die Cassirers. Unternehmer, Kunsthändler, Philosophen. C.H.Beck, München 2015; S. 18. ISBN 978-3-406-67714-4.
6. ↑  Sigrid Bauschinger: Die Cassirers. Unternehmer, Kunsthändler, Philosophen. C.H.Beck, München 2015; S. 26. ISBN 978-3-406-67714-4.

| Personendaten    | Personendaten           |
| ---------------- | ----------------------- |
| NAME             | Cassirer, Eduard        |
| KURZBESCHREIBUNG | deutscher Industrieller |
| GEBURTSDATUM     | 13. März 1843           |
| GEBURTSORT       | Schwientochlowitz       |
| STERBEDATUM      | 2. Juni 1916            |
| STERBEORT        | Charlottenburg          |